# Qualiano
Qualiano est une ville italienne de la ville métropolitaine de Naples, dans la région Campanie.

## Administration
| Période                                  | Période | Identité                    | Étiquette     | Qualité |
| ---------------------------------------- | ------- | --------------------------- | ------------- | ------- |
| 1972                                     | 1986    | Stefano Morgera             |               |         |
| 1986                                     | 1988    | Mario Cacciapuoti           |               |         |
| 1988                                     | 1991    | Stefano Morgera             |               |         |
| 1991                                     | 1993    | Mario Cacciapuoti           |               |         |
| 1993                                     | 1997    | Pasquale Galdiero           | Centre-gauche |         |
| 1997                                     | 2005    | Michele Schiano di Visconti | Forza Italia  |         |
| 2006                                     | 2008    | Pasquale Galdiero           | Centre-gauche |         |
| 2008                                     | 2013    | Salvatore Onofaro           | Centre-droit  |         |
| 2013                                     | 2018    | Ludovico De Luca            | Centre-droit  |         |
| 2018                                     |         | Raffaele De Leonardis       | Centre-droit  |         |
| Les données manquantes sont à compléter. |         |                             |               |         |

### Communes limitrophes
Calvizzano, Giugliano in Campania, Villaricca.